# Związek Wyzwolenia Ukrainy (mistyfikacja OGPU)
Związek Wyzwolenia Ukrainy (ukr. Спі́лка ви́зволення Украї́ни) – fikcyjna organizacja będąca mistyfikacją GPU Ukraińskiej SRR. Przynależność do tej nieistniejącej organizacji o charakterze nacjonalistyczno-kontrrewolucyjnym była podstawą masowych aresztowań ukraińskiej inteligencji niekomunistycznej (tzw. starej inteligencji) w latach 1929–1930, następnie procesu pokazowego w Charkowie w marcu-kwietniu 1930 i kolejnych masowych represji wobec inteligencji naukowej i studentów po procesie. Proces pokazowy Związku Wyzwolenia Ukrainy był obok procesu szachtyńskiego (skierowanego przeciw starej inteligencji technicznej tzw. specom) jednym z narzędzi rozpętywania masowego policyjnego terroru OGPU wobec potencjalnych wrogów wewnętrznych władzy bolszewików po zaostrzeniu kursu politycznego w ZSRR w roku 1929 (zakończenie NEP-u, kolektywizacja rolnictwa, stalinizm).

## Przebieg
Pierwsza informacja o Związku Wyzwolenia Ukrainy ukazała się w „Prawdzie” 22 listopada 1929. Było nią oświadczenie szefa GPU USRR Wsewołoda Bałyckiego datowane poprzedniego dnia, w którym zawiadamiał, że GPU wykryło i zlikwidowało Związek Wyzwolenia Ukrainy, którego celem było obalenie władzy sowieckiej na Ukrainie i przekształcenie USRR w państwo burżuazyjne pod kontrolą „jednego z państw sąsiednich” (Polski).
Po publikacji rozpoczęła się masowa kampania propagandowa. W fabrykach, instytucjach, urzędach, uczelniach były organizowane masówki i demonstracje, których uczestnicy żądali „zdecydowanej rozprawy z kontrrewolucjonistami, którzy targnęli się na budownictwo socjalistyczne”. Do redakcji gazet napływały setki rezolucji i protestów, w których potępiano działalność kontrrewolucyjną. Od 26 lutego 1930 „Prawda” i inne gazety w całym ZSRR zaczęły publikować akt oskarżenia w sprawie Związku Wyzwolenia Ukrainy, w którym przedstawiano „pełny przebieg działalności szkodniczej ukraińskich kontrrewolucjonistów”.
Na przełomie 1929/1930 GPU Ukraińskiej SRR dokonało masowych aresztowań starej inteligencji. W dniach 9 marca–19 kwietnia 1930 w gmachu opery w Charkowie odbył się proces pokazowy 45 osób oskarżonych o kierowanie Związkiem Wyzwolenia Ukrainy. Byli to w przeważającej większości wybitni przedstawiciele inteligencji ukraińskiej, niektórzy byli swego czasu członkami rządu Ukraińskiej Republiki Ludowej lub z nim współpracowali. Proces był na ówczesne czasy ogromnym spektaklem medialnym – był transmitowany przez radio, relacjonowany przez gazety. Najważniejsi oskarżeni byli wybitnymi przedstawicielami Wszechukraińskiej Akademii Nauk (WUAN), która według aktu oskarżenia była centralą Związku.
Główni oskarżeni w procesie:
- Serhij Jefremow – historyk literatury, wiceprzewodniczący WUAN, działacz polityczny Ukraińskiej Centralnej Rady w 1917–18,
- Andrij Nikowski – b. minister spraw zagranicznych rządu Ukraińskiej Republiki Ludowej,
- Wołodymyr Czechiwski – były premier URL, współzałożyciel Ukraińskiej Autokefalicznej Cerkwi Prawosławnej,
- Ludmyła Staryćka-Czerniachiwska – pisarka,
- Mychajło Słabczenko – historyk, członek WUAN i profesor Odeskiego Instytutu Oświaty Narodowej,
- Wołodymyr Durdukiwśkyj – literaturoznawca, dyrektor pierwszej szkoły pracy w Kijowie,
- inni naukowcy i przedstawiciele inteligencji ukraińskiej.

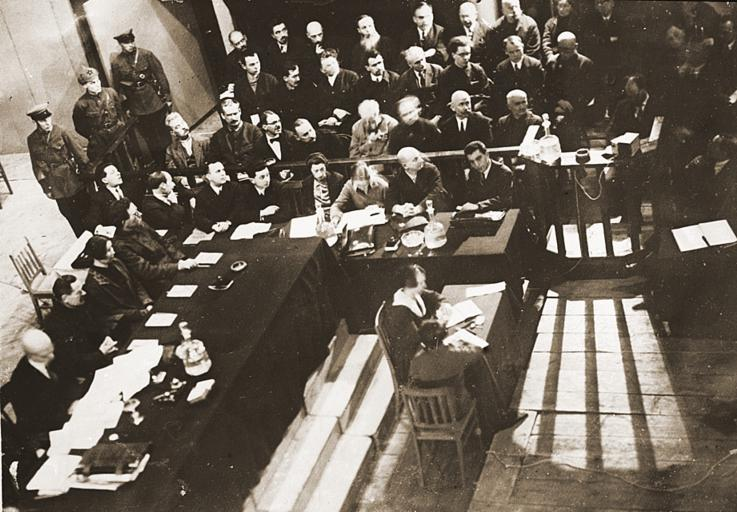
Ława oskarżonych w procesie ZWU, Charków, marzec 1930
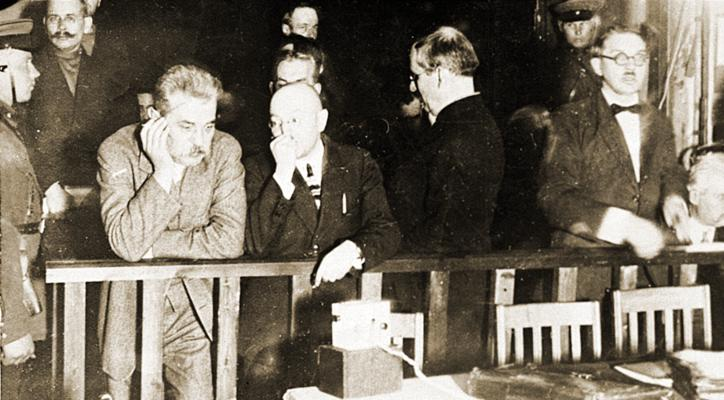
Serhij Jefremow (stoi z lewej) na ławie oskarżonych

Na ławie oskarżonych zasiadło ogółem: dwóch członków WUAN (akademików), 15 profesorów wyższych uczelni, 10 nauczycieli, 3 pisarzy, 5 redaktorów, dwóch studentów, dwóch spółdzielców, dwóch prawników, dyrektor szkoły średniej, teolog, ksiądz Ukraińskiej Autokefalicznej Cerkwi Prawosławnej i bibliotekarz. 31 z oskarżonych było członkami ukraińskich niekomunistycznych partii politycznych okresu Ukraińskiej Republiki Ludowej (15 – Ukraińskiej Partii Socjalistów-Federalistów (UPSF), 12 – Ukraińskiej Socjal-Demokratycznej Partii Robotniczej, 4 – Ukraińskiej Partii Socjalistów Rewolucjonistów (UPSR). 6 było deputowanymi Ukraińskiej Centralnej Rady.
Prócz 45 oskarżonych GPU USRR aresztowało ok. 700 osób bezpośrednio w związku ze sprawą ZWU. Według niektórych obliczeń zarówno w trakcie, jak i po procesie Związku Wyzwolenia Ukrainy aresztowano, „zlikwidowano” lub zesłano ponad 30 000 osób. Według danych ukraińskiego KGB z 1990 w latach 30. XX w., w czasie „wielkiego terroru”, w związku ze sprawą ZWU rozstrzelano dodatkowo 1370 osób, będących członkami WKP(b) i funkcjonariuszami NKWD.
Według intrygi GPU Związek Wyzwolenia Ukrainy miał być podziemną organizacją nacjonalistyczno-kontrrewolucyjną, powiązaną z ukraińską emigracją polityczną w Polsce, Niemczech, Francji, Szwajcarii, Rumunii i Czechosłowacji, zmierzającą do obalenia przemocą ustroju komunistycznego w powiązaniu z zagraniczną interwencją wojskową (Polski i Niemiec). Organizacja miała zostać założona w czerwcu 1926, po zabójstwie Symona Petlury i działać do lipca 1929 – do likwidacji przez aresztowania GPU Ukraińskiej SRR. Zbrojnym narzędziem Związku miała być (również fikcyjna) młodzieżowa organizacja terrorystyczna Związek Młodzieży Ukraińskiej (ukr. Спілка української молоді (SUM)).
Pierwsze aresztowania w sprawie ZWU nastąpiły w połowie maja 1929, GPU aresztowało 13 studentów pod zarzutem przynależności do kontrrewolucyjnej organizacji młodzieżowej Związek Młodzieży Ukraińskiej. Wśród aresztowanych był siostrzeniec Serhija Jefremowa Mykoła Pawłuszkow, który złożył obciążające go zeznania. Jefremow został aresztowany 21 lipca 1929 i 10 września 1929 złamany przez śledczych przyznał, że działał w organizacji kontrrewolucyjnej.
Jedynymi dowodami w sprawie były obciążające się zeznania oskarżonych i znaleziony przy aresztowaniu osobisty dziennik Jefremowa. W czasie procesu GPU próbowało przez prowokację wplątać polski konsulat w Charkowie w sprawę ZWU, a przed konsulatami RP w Kijowie i Charkowie demonstrowali „oburzeni działaniami faszystów ukraińskich” studenci sowieccy.
W czasie procesu trwającego od 9 marca do 19 kwietnia 1930 wszyscy oskarżeni „całkowicie przyznali się do winy i wyrazili skruchę”. Wobec powyższego sąd nikogo nie skazał na karę śmierci.
Zapadły następujące wyroki:
- Serhij Jefremow, Andrij Nikowski, Wołodymyr Czechiwski i Mykoła Pawłuszkow zostali skazani na 10 lat więzienia;
- Durdukiwskyj, Hancow, Chołodnyj, Barbar, Udowenko, Pidhajeckij na 8 lat;
- Iwanycia, Błyzniuk, Mychajło Słabczenko na 6 lat;
- Starycka-Czerniachiwśka, jej mąż Ołeksandr Czerniachiwśkyj, Hrebenećkyj, Matuszewśkyj, Zaliśkyj, Hołoskewycz, Bołozowycz, P. Jefremow (brat Serhija), Towkacz, Atamaniwśkyj na 5 lat;
- Morhulis, Dubrowśkyj, Botwynowśkyj, T. Słabczenko na 3 lata;
- Hermajze na 2 lata;

Pozostali zostali skazani na 3 lata w zawieszeniu. Większość skazanych nigdy nie opuściła sowieckich więzień i obozów koncentracyjnych. Skazani na wyroki w zawieszeniu po pewnym czasie również znaleźli się w łagrach.

Bez wątpienia Jefremow i inni skazani w procesie SWU nie pałali miłością do władzy bolszewickiej, jednak nie mogło być mowy, aby prowadzili oni jakąś konspiracyjną działalność antypaństwową. Zresztą w takim państwie jak Związek Radziecki prowadzenie przez trzy lata działalności antypaństwowej i to na taką skalę jak to rzekomo robił ZWU było po prostu niemożliwe. Jedyną winą oskarżonych jak słusznie zauważył Jurij Szapował była ich opozycja intelektualna.

W styczniu 1930 – bezpośrednio po masowych aresztowaniach, a przed procesem Ukraińska Autokefaliczna Cerkiew Prawosławna została zmuszona do podjęcia uchwały o samorozwiązaniu się. Jednym z wątków procesu była rzekoma antysowiecka działalność Cerkwi i jej powiązania z ZWU.

## Rehabilitacja
W roku 1989 KGB USRR zbadało ponownie sprawę tzw. Związku Wyzwolenia Ukrainy i stwierdziło, że Serhij Jefremow i inni oskarżeni w sprawie nie prowadzili żadnej działalności kontrrewolucyjnej, a sama organizacja nie istniała. 15 czerwca 1989 prokuratura USRR wystąpiła o pełną rehabilitację wszystkich 45 skazanych, a Sąd Najwyższy USRR 11 sierpnia 1989 zrehabilitował wszystkich skazanych. 30 marca 1990 Akademia Nauk Ukraińskiej SRR pośmiertnie przywróciła członkostwo akademii wykluczonym z niej naukowcom. Wśród zrehabilitowanych byli Serhij Jefremow i Mychajło Słabczenko.